# Acronis Disk Director
Acronis Disk Director Home — программа для управления дисками и разделами, позволяющая создавать, изменять размер, переносить и объединять разделы без потери данных.

## Состав
Acronis Disk Director Home состоит из набора утилит, в него входят:
- Модуль управления разделами «Acronis Partition Manager»
- Утилита «Acronis Recovery Expert»
- Утилита «Acronis OS Selector»

### Модуль управления разделами
Позволяет создавать, удалять, объединять, разделять, масштабировать, копировать, перемещать, форматировать и скрывать разделы

### Acronis OS Selector
Обеспечивает возможность устанавливать несколько ОС на одном компьютере. В том числе: установку паролей на заданные варианты загрузки, загрузка с дополнительного жёсткого диска, клонирование установленной операционной системы, управление видимостью операционных систем. Программа OS Selector, которая являлась частью предыдущих версий Acronis Disk Director, больше не выпускается. После установки пакета Acronis Disk Director 12 экземпляр OS Selector будет удален.

### Acronis Recovery Expert
Инструмент для восстановления разделов жесткого диска (ранее являлся отдельной утилитой). Доступно: восстановление удалённых или повреждённых разделов, загрузка с загрузочных дисков CD/DVD, USB-носителей и USB-дисков.

## Поддерживаемые файловые системы
FAT16, FAT32, NTFS, Ext2, Ext3, ReiserFS3, Linux SWAP

## История изменений

### Новые функции в Acronis Disk Director 11 Home
- Поддержка Windows 7;
- Поддержка динамических дисков;
- Поддержка дисков GPT;
- Добавление и удаление зеркальных томов;
- Разнесение тома по нескольким дискам;
- Конвертация обычных дисков в динамические и обратно;
- Преобразование MBR-дисков в GPT и обратно;
- Клонирование дисков на запасной жёсткий диск.

### Новые функции в Acronis Disk Director 12
- Совместимость с UEFI
- Сертифицирован под Windows 8.1

## Минимальные системные требования
- Процессор: Intel Pentium или его аналог, с частотой 800 МГц или выше
- ОЗУ: 256 MБ
- Дисковое пространство: 150 MБ
- Мышь
- SVGA видеоадаптер и монитор